# Chahār Māzū
Chahār Māzū (persiska: چاهار مازو, Chahār Māẕī, Chāhār Māzū, چهار ماضی, چهار مازو) är en ort i Iran.   Den ligger i provinsen Golestan, i den norra delen av landet, 400 km nordost om huvudstaden Teheran. Chahār Māzū ligger 235 meter över havet och antalet invånare är 192.
Terrängen runt Chahār Māzū är huvudsakligen kuperad, men västerut är den platt. Runt Chahār Māzū är det ganska glesbefolkat, med 48 invånare per kvadratkilometer. Närmaste större samhälle är Kalāleh, 5,7 km sydväst om Chahār Māzū. Trakten runt Chahār Māzū består till största delen av jordbruksmark.